# Boeing EC-135
Pour les articles homonymes, voir EC 135.
Le Boeing EC-135 est un avion servant de poste de commandement aéroporté et relais de communication, une sous-version servant de plateforme de suivi et de télémétrie, dérivé du C-135 Stratolifter. Il est utilisé par l'USAF jusqu'en 2000.

## Historique
Il est essentiellement connu pour son rôle dans l'opération Looking Glass où il doit servir de poste de commandement aérien en cas de guerre nucléaire pour le Strategic Air Command dans le cadre du Post-Attack Command and Control System puis, à partir de 1992, pour le United States Strategic Command de 1961 à 1998.